# Schwebungsmethode
Bei der Schwebungsmethode handelt es sich um ein Verfahren aus der elektrischen Messtechnik zur Störunterdrückung bei komplexen Impedanzmessungen. Hierbei wird ein Messstrom eingespeist, welcher sich in seiner Frequenz von der gewünschten Frequenz und der eventuell eingekoppelter Störfrequenzen, in erster Linie den Netzfrequenzen von Stromversorgungsnetzen, unterscheidet. Die Bezeichnung leitet sich von dem physikalischen Begriff der Schwebung ab.
Folgende Bedingungen müssen bei der Störunterdrückung mittels Schwebungsmethode erfüllt sein:
- Die Amplitude der Störung muss kleiner sein als die der zu messenden Größe.
- Die Störung darf nur bei einer Frequenz auftreten.
- Die Störung muss stabil sein.

## Impedanzmessung an einem Hochspannungskabel

Abbildung 1: Zeigerdiagramm Schwebungsmethode

Bei Hochspannungsbetriebsmitteln beträgt die Netzfrequenz je nach Land 50 Hz bzw. 60 Hz. Will man beispielsweise die Impedanz eines Hochspannungskabels bei 50 Hz Netzspannung ermitteln, so speist man einen Strom mit einer geringfügig kleineren Frequenz (z. B. 49,9 Hz) ein. In einem solchen Fall sind "Störer" i. d. R. in der Nähe und im Betrieb befindliche Hochspannungsbetriebsmittel (Transformatoren, Leitungen etc.), welche entsprechend mit Netzfrequenz einkoppeln. Abbildung 1 zeigt ein Zeigerdiagramm mit den Spannungszeigern in der komplexen Ebene, resultierend aus einem mit Messfrequenz eingespeisten Strom. Durch die Frequenzabweichung zwischen Mess- und Störfrequenz rotiert ("schwebt") der Zeiger {\displaystyle U_{S}}. Nach einer vollständigen Schwebeperiode (eine Umdrehung des Zeigers {\displaystyle U_{S}}) kann aus der über die Zeit erfassten Spannung  {\displaystyle U_{M}+U_{S}} die Messspannung {\displaystyle U_{M}} ermittelt werden. Hierzu wird das betragsmäßige Maximum {\displaystyle U_{2}=max\left(\left|U_{M}+U_{S}\right\vert \right)} sowie das betragsmäßige Minimum {\displaystyle U_{1}=min\left(\left|U_{M}+U_{S}\right\vert \right)} herangezogen. Gemessen wird zunächst {\displaystyle {\underline {U}}=U_{M}+U_{S}}
Hierbei sind zwei Fälle zu unterscheiden:
- {\displaystyle U_{S}<U_{M}} : {\displaystyle U_{M}={\frac {U_{1}+U_{2}}{2}}}
- {\displaystyle U_{S}>U_{M}} : {\displaystyle U_{M}={\frac {\left|U_{1}-U_{2}\right\vert }{2}}}

Die Bestimmung der Impedanz erfolgt mit der Formel {\displaystyle {\underline {Z}}={\frac {{\underline {U}}_{m}}{\underline {I}}}}
Die Erzeugung des notwendigen Stromes wird meist mit Dieselaggregaten vorgenommen, da bei diesen die Frequenz leicht in einem kleinen Bereich variiert werden kann.